# كوكال أبيض الحاجب
كوكال أبيض الحاجب أو الكوكال المتغطرس (الاسم العلمي: Centropus superciliosus) (بالإنجليزية: White-browed Coucal)‏ هو نوع من الطيور يتبع جنس الكوكال من فصيلة طيور الوقواق.